# ジョナサン・ベネット
ジョナサン・フランシス・ベネット（Jonathan Francis Bennett, 1930年2月17日 - 2024年3月31日）は、イギリスの哲学者。専門は言語哲学、形而上学、近代哲学史。
ニュージーランドのグレイマウスで、父・フランシス・オズワルド・ベネットと母・パール・アラン・ブラッシュ・ベネットの息子として生まれた。カンタベリー大学（旧・カンタベリー・ユニバーシティ・カレッジ）で哲学を学んだ後、オックスフォード大学モードリン・コレッジに進学した。
最初に得た大学のポストは、オークランド大学（旧・オークランド・ユニバーシティ・カレッジ）のジュニア・レクチャラーだった（1952年）。その後ハバフォード大学（ペンシルベニア州）哲学講師（1955年-1956年）、ケンブリッジ大学道徳科学（哲学）講師（1956年-1968年）、サイモンフレーザー大学（1968年-1970年）、ブリティッシュコロンビア大学（1970年-1979年）、シラキューズ大学（1979年-1997年）の教員を歴任した。1980年、オックスフォード大学ブレーズノーズ・カレッジでタナー講義を行った。1992年、オックスフォード大学でジョン・ロック講義の講師を務めた。1985年、アメリカ芸術科学アカデミーのフェローに選出された。1991年、ブリティッシュ・アカデミーからもフェローに選ばれた。
心の哲学、出来事、条件法、帰結主義倫理学について数多くの著作がある。ベネットは近代哲学者の解釈者としても知られている。
ベネットの個人ウェブサイトでは、初期近代の哲学書を学生が読みやすい現代英語に翻訳したテクストが公開されている。
2024年3月31日に死去。

## 著作
- 1989 (1964). Rationality. Hackett.
- 1966. Kant’s Analytic. Cambridge University Press.
- 1971. Locke, Berkeley, Hume: Central Themes. Oxford University Press.
- 1974. Kant’s Dialectic. Cambridge University Press.
- 1990 (1976). Linguistic Behaviour. Hackett.
- 1984. A Study of Spinoza’s Ethics. Hackett.
- 1988. Events and their Names. Hackett.
- 1995. The Act Itself. Oxford University Press.
- 2001. Learning from Six Philosophers. Oxford University Press.
- 2003. A Philosophical Guide to Conditionals. Oxford University Press.